# Koprivna (Sanski Most, BiH)
Koprivna je naseljeno mjesto u općini Sanski Most, Federacija Bosne i Hercegovine, BiH.

## Povijest
Nakon potpisivanja Daytonskog mirovnog sporazuma izdvojeno je istoimeno naseljeno mjesto koje je pripalo općini Oštra Luka koja je ušla u sastav Republike Srpske.

## Stanovništvo

### Popisi 1971. – 1991.
| Koprivna           |              |              |              |
| godina popisa      | 1991.        | 1981.        | 1971.        |
| Srbi               | 650 (93,12%) | 618 (85,24%) | 678 (95,49%) |
| Hrvati             | 2 (0,28%)    | 11 (1,51%)   | 21 (2,95%)   |
| Muslimani          | 0            | 0            | 11 (1,54%)   |
| Jugoslaveni        | 36 (5,15%)   | 84 (11,58%)  | 0            |
| ostali i nepoznato | 10 (1,43%)   | 12 (1,65%)   | 0            |
| ukupno             | 698          | 725          | 710          |

### Popis 2013.
| Koprivna           |          |
| godina popisa      | 2013.    |
| Srbi               | 3 (100%) |
| Bošnjaci           | 0        |
| Hrvati             | 0        |
| ostali i nepoznato | 0        |
| ukupno             | 3        |